# Jan Ekholm
Jan Tomas Ekholm (ur. 3 grudnia 1969 w Söderhamn) – szwedzki piłkarz występujący na pozycji bramkarza. 

## Kariera klubowa
Ekholm karierę rozpoczynał w 1989 roku w czwartoligowym zespole Söderhamns FF. W 1990 roku przeszedł do trzecioligowego IFK Sundsvall. W tym samym roku awansował z nim do drugiej ligi. W IFK Sundsvall grał do 1992 roku.

## Kariera reprezentacyjna
W 1992 roku Ekholm jako członek kadry U-23 wziął udział w letnich igrzyskach olimpijskich, zakończonych przez Szwecję na ćwierćfinale. Na tamtym turnieju wystąpił we wszystkich meczach swojej drużyny; z Paragwajem (0:0), Marokiem (4:0), Koreą Południową (1:1) oraz Australią (1:2).
W tym samym roku Ekholm zagrał też na mistrzostwach Europy U-21.
W pierwszej reprezentacji Szwecji nie rozegrał żadnego spotkania.